# Rifle (Colorado)
Rifle é uma cidade localizada no estado americano do Colorado, no Condado de Garfield.

## Demografia
A sua população era de 10 437 habitantes no Censo dos Estados Unidos de 2020, e em 2023 foi estimado a 10 563.

## Geografia
De acordo com o United States Census Bureau tem uma área de
11,2 km², dos quais 11,1 km² cobertos por terra e 0,1 km² cobertos por água.

## Localidades na vizinhança
O diagrama seguinte representa as localidades num raio de 40 km ao redor de Rifle.